# Gamodubu
Gamodubu est une ville du Botswana.